# Slaget vid Asculum 279 f.Kr.
Slaget vid Asculum  skedde år 279 f.Kr. mellan den Romerska republiken under befäl av de romerska konsulerna Publius Decius Mus och Publius Sulpicius Saverrio och styrkorna under Pyrrhus, kung av Epirus. Slaget var en del av det Pyrriska kriget, och skedde efter Slaget vid Heraclea år 280 f.Kr. Flera återgivningar av slaget finns från antika historiker såsom Dionysios från Halikarnassos, Plutarchos och Cassius Dio. Asculum låg i dåtida Lucanien i dagens södra Italien.
Det är från denna strid som uttrycket Pyrrhusseger kommer.